# Phegopteris calcareum
Phegopteris calcareum là một loài dương xỉ trong họ Thelypteridaceae. Loài này được Sm. mô tả khoa học đầu tiên.
Danh pháp khoa học của loài này chưa được làm sáng tỏ. 